# سوبر تروبرس
سوبر تروبرس (بالإنجليزية: Super Troopers)‏ هو فيلم جريمة كوميدي أمريكي تم إنتاجه في سنة 2001 وهو من إخراج جاي تشاندراسيخار وتأليف بروكن ليزارد وبطولة جاي تشاندراسيخار وكيفين هيفرنان وستيف ليم وبول سوتر و بروكن ليزارد و براين كوكس وماريسا كوفلان. في سنة 2018 تم إنتاج جزء ثاني له.

## القصة
تدور الأحداث حول خمسة جنود من القوات الحكومية بولاية فيرمونت بالولايات المتحدة، إلا أنهم مستهترين بالإضافة لفشلهم الشديد في كل مهامتهم التي أسندت إليهم، كما أنهم لديهم ميول لشرب كميات كبيرة من الخمور، تنقلب حياتهم رأسا على عقب بعد قرار بلدتهم عمل تخفيضات لميزانيتها، لتنهار جميع رفاهيتهم التي تعودوا عليها. يقرر الخماسي تغير حياتهم وإثبات للجميع قدرتهم على التفوق في عملهم وذلك بعد ظهور جثة مجهولة الهوية، ويبدأوا التعاون على حل اللغز المحير للجميع.

## البطولة
- جاي تشاندراسيخار بدور تورني راماثورن
- بول سوتر بدور جيف فوستر
- ستيف ليم بدور مكنتاير ووماك
- إريك ستولهانسك بدور روبرت روتو
- كيفن هيفرنان بدور رودني فارفا
- براين كوكس بدور جون أوهان
- دانييل فون بيرغن بدور بروس غاردي
- ماريسا كوفلان بدور أورسولا هانسون
- جيمس غريس بدور جيم راندو
- ليندا كارتر بدور المحافظة ياسمين
- جون بيدفورد يويد بدور العمدة تيمبر
- جيم غافيجان بدور ري جونسون
- بلانتشارد راين بدور سالي
- جيفري أريند بدور طالب جامعي

## التقييم
حصل الفيلم على تقييم 35% على موقع الطماطم الفاسدة وذكر النقاد أن الفيلم سخيف. على موقع ميتاكريتيك حصل الفيلم عن درجة 48 من 100 وحصل على 24 نقد متفاوت بين الإيجابي والسلبي.

## وصلات خارجية
- سوبر تروبرس على موقع IMDb (الإنجليزية)
- سوبر تروبرس على موقع ميتاكريتيك (الإنجليزية)
- سوبر تروبرس على موقع روتن توميتوز (الإنجليزية)
- سوبر تروبرس على موقع نتفليكس (الإنجليزية)
- سوبر تروبرس على موقع قاعدة بيانات الأفلام العربية
- سوبر تروبرس على موقع ألو سيني (الفرنسية)
- سوبر تروبرس على موقع Turner Classic Movies (الإنجليزية)
- سوبر تروبرس على موقع أول موفي (الإنجليزية)
- سوبر تروبرس على موقع بوكس أوفيس موجو (الإنجليزية)
- سوبر تروبرس على موقع فيلمافينيتي (الإسبانية)

- سوبر تروبرس على قاعدة بيانات الأفلام على الإنترنت